# Жёсткие адронные реакции
Жёсткие адронные реакции — адронные реакции, в которых основную роль играют именно кварки и глюоны и которые хорошо описываются теорией возмущений в КХД.
Все открытые до сих пор адроны укладываются в стандартную картину, в которой они являются бесцветными составными частицами, построенными из кварков и антикварков. Характерные энергии, связанные с этой внутренней кварковой структурой (то есть характерные энергии связи в потенциальных моделях) порядка {\displaystyle Q_{0}=1} ГэВ. Возникает естественная классификация процессов столкновений адронов:
- если передача импульса существенно меньше {\displaystyle Q_{0}}, то динамика внутренних степеней свободы адронов несущественна, и можно переформулировать теорию в виде эффективной адронной теории.
- если же передача импульса при рассеянии существенно больше этой величины, то речь идёт о жёсткой адронной реакции.

В этом случае речь идет о том, что с хорошей точностью адроны можно считать слабосвязанными, и рассеяние происходит между отдельными составляющими быстро движущихся адронов — партонами. Такое поведение называется асимптотической свободой и связано оно прежде всего с убыванием константы сильного взаимодействия при увеличении передачи импульса (именно за открытие этого явления была присуждена Нобелевская премия по физике за 2004 год).

## Партонная картина
Благодаря свойству асимптотической свободы высокоэнергетический адрон можно считать системой слабо взаимодействующих (а в нулевом приближении, вообще не взаимодействующих) объектов, получивших название партоны. Жёсткая реакция столкновения адронов A и B в этом случае рассматривается как жёсткое столкновение двух партонов (i и j, соответственно). Сечение такой реакции можно записать как
Здесь {\displaystyle f_{i}^{A}(x_{1})} обозначает плотность партонов типа i в адроне A, несущих долю импульса {\displaystyle x_{1}} этого адрона. Сущность приближения коллинеарной факторизации заключается в том, что партонные плотности в этом выражении не зависят от того, какую именно реакцию мы рассматриваем, а при вычислении сечения столкновения двух партонов {\displaystyle \sigma (i+j)} оба партона считаются реальными (а не виртуальными). Такое приближение хорошо работает именно в области жёстких столкновений.
Партонная структура высокоэнергетических адронов сложнее кварковой структуры тех же адронов, но находящихся в покое. При бусте, переводящим покоящийся адрон в быстро движущийся, не только изменяется распределение исходных («валентных») кварков по импульсам, но и генерируются глюоны, а также кварк-антикварковые пары (так называемые «морские кварки»).
Все эти партоны обладают своей долей суммарного импульса адрона, а также дают вклад в общий спин адрона.
Уже при энергиях адронов в несколько ГэВ, глюоны переносят уже примерно половину всего импульса протона; с дальнейшим ростом энергии эта доля только возрастает.

## Уравнение эволюции партонных плотностей
Динамически связанная система (а точнее, её фоковский вектор состояния) не является инвариантной относительно преобразований Лоренца, поэтому переходя в другую систему отсчёта, мы наблюдаем изменение состава адрона. Можно условно сказать, что глюонный компонент появляются при высоких энергиях из той силы, что удерживала кварки в покоящемся адроне. Из этого становится понятно, что вычислить партонные плотности из первых принципов пока не представляется возможным, поскольку в КХД до сих пор не решена общая проблема связанных состояний. Однако в рамках теории возмущений в КХД можно выписать уравнение эволюции партонных плотностей при увеличении жёсткого параметра (как правило, квадрата переданного импульса). Это уравнение носит название уравнения Докшицера-Грибова-Липатова-Альтарелли-Паризи (уравнение ДГЛАП).